# 沈㴶
沈㴶（1565年—1624年），字銘縝，浙江湖州府烏程縣人，明朝政治人物，進士出身。

## 生平
萬曆十九年辛卯科浙江鄉試舉人，二十年（1592年）壬辰科进士。在内书堂曾经做过魏忠贤的老师，在担任南京礼部侍郎的时候，反对利玛窦传播天主教。明光宗即位，以他为礼部尚书兼东阁大学士。天启元年（1621年）七月正式入阁，九月晋太子太保文渊阁大学士。十月晋少保武英殿大学士。明熹宗即位后，他时较早与魏忠贤勾结的大臣，招募勇士充任锦衣卫。被给事中惠世扬、周朝瑞、刑部尚书王纪交相弹劾。天启二年（1622年）七月，被東林黨葉向高所參，无奈致仕回乡，天啟四年（1624年）卒，贈太保，谥号文定。

## 家族
曾祖父沈煓，舉人；祖父沈塾，奉政大夫南京尚寶司卿。父沈節甫，南京大理寺卿。兄沈淙。弟沈演。

## 著作
有《沈文定公集》。

## 延伸阅读
[在维基数据编辑]
 《明史卷二百一十八》，出自《明史》